# Sant Jaume de Campdorà
Sant Jaume és l'antiga església parroquial de Campdorà, nucli avui dia adscrit al municipi de Girona, però adscrit fins no fa gaire dècades al de Celrà. Inicialment parròquia independent al S. XI, aviat va passar a dependre d'una parròquia de la ciutat de Girona.
És un edifici romànic en els inicis (s'han trobat restes en les cates), es modificà al segle xviii. D'una nau, un punt d'ametlla i cor a l'entrada, refet fa poc. Es conserva un retaule d'alabastre policromat, al fons de la nau. Al costat de l'absis hi ha la sagristia que enllaça amb la rectoria, edifici separat.
A l'exterior l'absis és carrat a llevant i a la façana a ponent ressalta l'entrada neoclàssica amb frontó triangular. Aquesta entrada està protegida per un porxo de teula, a doble vessant, aguantat per un pilar rodó al costat dret, de pedra. La porta està datada al 1760. La façana principal es clou amb un remat corbat.
Al costat dret de la façana hi ha el campanar de base quadrada i amb finestres al nivell de campanes. Es clou amb un teulat de piràmide. La façana lateral esquerra dona al cementiri adossat. La dreta és cega. Està totalment arrebossat.
Els documents inicials són del 992. És documentada el 1182, depenent el primer terç del XIX de Santa Eulàlia Sacosta, de Girona. Hi ha diferents dates: 1651, 1760, 1819, totes a diferents llindes de l'edifici. Al XVIII es bastí l'actual edifici, i sobre l'anterior romànic.